# Турнір чемпіонок WTA Garanti Koza 2014, одиночний розряд
Змагання в одиночному розряді тенісного турніру Турнір чемпіонок WTA Garanti Koza 2014 проходили в рамках Туру WTA 2014.
Чинна чемпіонка Сімона Халеп не захищала свій титул, оскільки замість цього турніру взяла участь у Фіналі туру WTA.
Андреа Петкович здобула титул, у фіналі перемігши Флавію Пеннетту з рахунком 1-6, 6-4, 6-3.

## Сіяні гравчині
| 1. Катерина Макарова (коловий турнір, знялась) 2. Домініка Цібулкова (коловий турнір) 3. Флавія Пеннетта (фінал) 4. Андреа Петкович (переможниця) | 1. Карла Суарес Наварро (півфінал) 2. Алізе Корне (коловий турнір) 3. Гарбінє Мугуруса (півфінал) 4. Цветана Піронкова (коловий турнір) |

### Запасні
| 1. Кароліна Плішкова (коловий турнір, замінила Катерину Макарову) | 1. Еліна Світоліна (не брала участі) |

## Основна сітка

### Легенда
| - Q = Кваліфаєр - WC = Вайлд-кард - LL = Щасливий лузер | - Alt = Заміна - SE = Виняток - PR = Захищений рейтинг | - w/o = Без гри - r = Зняття - d = Присуджено перемогу |

### Фінальна частина
|  | Півфінали | Півфінали        | Півфінали       | Півфінали | Півфінали |   |                      | Фінал | Фінал | Фінал | Фінал | Фінал |
|  |           |                  |                 |           |           |   |                      |       |       |       |       |       |
|  | 7         | Гарбінє Мугуруса | 1               | 4         |           |   |                      |       |       |       |       |       |
|  | 4         | Андреа Петкович  | 6               | 6         |           |   |                      |       |       |       |       |       |
|  | 4         | Андреа Петкович  | 6               | 6         |           | 4 | Андреа Петкович      | 1     | 6     | 6     |       |       |
|  |           |                  |                 |           |           | 4 | Андреа Петкович      | 1     | 6     | 6     |       |       |
|  |           | 3/WC             | Флавія Пеннетта | 6         | 4         | 3 |                      |       |       |       |       |       |
|  | 5         | 3/WC             | Флавія Пеннетта | 6         | 4         | 3 | Карла Суарес Наварро | 4     | 2     |       |       |       |
|  | 5         |                  |                 |           |           |   | Карла Суарес Наварро | 4     | 2     |       |       |       |
|  | 3/WC      | Флавія Пеннетта  | 6               | 6         |           |   |                      |       |       |       |       |       |

### Група "Serdika"
|       |                                     | Макарова К Плішкова      | Ф Пеннетта               | А Корне                  | Г Мугуруса               | Матчів В–П | Сетів В–П             | Геймів В–П                | Положення |
| 1 Alt | Катерина Макарова Кароліна Плішкова |                          | 1–6, 3–6 (w/ К Плішкова) | 1–6, 4–6 (w/ К Макарова) | 2–6, 1–6 (w/ К Макарова) | 0–2 0–1    | 0–4 (0.0%) 0–2 (0.0%) | 8–24 (25.0%) 4–12 (25.0%) | X 4       |
| 3/WC  | Флавія Пеннетта                     | 6–1, 6–3 (w/ К Плішкова) |                          | 6–1, 6–2                 | 6–0, 1–6, 1–6            | 2–1        | 5–2 (71.4%)           | 32–19 (62.7%)             | 2         |
| 6     | Алізе Корне                         | 6–1, 6–4 (w/ К Макарова) | 1–6, 2–6                 |                          | 3–6, 5–7                 | 1–2        | 2–4 (33.3%)           | 23–30 (43.3%)             | 3         |
| 7     | Гарбінє Мугуруса                    | 6–2, 6–1 (w/ К Макарова) | 0–6, 6–1, 6–1            | 6–3, 7–5                 |                          | 3–0        | 6–1 (85.7%)           | 37–19 (66.1%)             | 1         |

За рівної кількості очок положення визначається: 1) Кількість перемог; 2) Кількість матчів; 3) Якщо двоє тенісисток після цього ділять місце, особисті зустрічі; 4) Якщо троє тенісисток після цього ділять місце, кількість виграних сетів, кількість виграних геймів; 5) Рішення організаційного комітету.

### Gruppo "Sredets"
|      |                      | Д Цібулкова | А Петкович | К Суарес Наварро | Ц Піронкова | Матчів В–П | Сетів В–П   | Геймів В–П    | Положення |
| 2    | Домініка Цібулкова   |             | 5–7, 3–6   | 7–5, 6–4         | 6–3, 7–66   | 2–1        | 4–2 (66.7%) | 34–31 (52.3%) | 3         |
| 4    | Андреа Петкович      | 7–5, 6–3    |            | 0–6, 4–6         | 7–5, 6–2    | 2–1        | 4–2 (66.7%) | 30–27 (52.6%) | 2         |
| 5    | Карла Суарес Наварро | 5–7, 4–6    | 6–0, 6–4   |                  | 7–62, 6-1   | 2–1        | 4–2 (66.7%) | 34–24 (58.6%) | 1         |
| 8/WC | Цветана Піронкова    | 3–6, 68–7   | 5–7, 2–6   | 62-7, 1-6        |             | 0–3        | 0–6 (0.0%)  | 23–39 (37.1%) | 4         |

За рівної кількості очок положення визначається: 1) Кількість перемог; 2) Кількість матчів; 3) Якщо двоє тенісисток після цього ділять місце, особисті зустрічі; 4) Якщо троє тенісисток після цього ділять місце, кількість виграних сетів, кількість виграних геймів; 5) Рішення організаційного комітету.